# 4 марта
4 марта — 63-й день года (64-й в високосные годы) по григорианскому календарю.
До конца года остаётся 302 дня.
До 15 октября 1582 года — 4 марта по юлианскому календарю, с 15 октября 1582 года — 4 марта по григорианскому календарю.
В XX и XXI веках соответствует 19 февраля по юлианскому календарю в невисокосные годы, 20 февраля в високосные годы.

## Праздники и памятные дни

### Национальные
См. также: Категория:Праздники 4 марта
- Беларусь — День милиции.
- Литва — Ярмарка Казюкаса.

### Религиозные

#### Католицизм
- Память Басина Трирского;
- память Петра Паппакарбонского[англ.];
- память святого Казимира;
- память Умберто III, графа Савойи.

#### Православие[2][3]
Примечание: указано для невисокосных лет, в високосные годы список иной, см. 5 марта.
- Память апостолов от 70 Архиппа и Филимона и мученицы равноапостольной Апфии (I);
- память мучеников Максима, Феодота, Исихия, мученицы Асклипиодоты (ок. 305—311);
- память преподобных Евгения и Макария исповедников, пресвитеров Антиохийских (363)[4];
- память преподобного Равулы (ок. 530)[5];
- память преподобного Досифея (VII), ученика преподобного аввы Дорофея;
- память преподобного Феодора Санаксарского (1791);
- память мученика Димитрия Волкова (1942).

### Именины
- Католические: Басин, Казимир, Пётр, Умберто.
- Православные: Апфия, Архипп, Асклипиодота, Богдан, Дмитрий, Досифей, Евгений, Исихий, Конон, Макарий, Максим, Никита, Равула, Тимофей, Федот, Фёдор, Филимон, Филофея.

## События
См. также: Категория:События 4 марта

### До XVIII века
- 1152 — Фридрих I Барбаросса стал Римским королём.
- 1238 — битва на реке Сити — поражение владимирского князя Юрия Всеволодовича от монгольского темника Бурундая.
- 1561 — итальянский кардинал Карло Карафа стал последним прелатом, приговорённым к смерти папой римским.
- 1681 — король Карл II Английский передал Уильяму Пенну во владение территорию в Северной Америке, ставшую позже штатом Пенсильвания.

### XVIII век
- 1726 — при Академии наук и художеств в Санкт-Петербурге открыта первая в России гимназия.
- 1733 — издан указ Анны Иоанновны «Об учреждении полиции в городах», согласно которому в 23 городах России были созданы полицмейстерские конторы.
- 1762 — император Пётр III подписал указ «О свободной для всех торговле».
- 1789 — вступила в силу Конституция США. В Нью-Йорке начал работу первый конгресс США.
- 1791 — Вермонт стал 14-м штатом США.
- 1791 — Израиль Джекобс стал первым евреем, занявшим место в Конгрессе США.

### XIX век
- 1803 — в России вышел «Указ о вольных хлебопашцах», по которому землевладельцы получили право освобождать крестьян с обязательным наделением их землёй.
- 1813 — освобождение Берлина войсками Витгенштейна
- 1818 — в Москве открыт бронзовый памятник Кузьме Минину и князю Пожарскому, ставший первым в городе.
- 1837 — форт Чикаго на берегу озера Мичиган получил статус города.
- 1848 — введено всеобщее избирательное право для мужчин во Франции.
- 1849 
  - Буковина провозглашена коронным краем Австрийской империи.
  - Принята новая конституция Австрии.
- 1857 — Великобритания признала независимость Афганистана.
- 1870 — на Сормовском заводе пущена первая в России мартеновская печь.
- 1872 — вышел первый номер американской газеты The Boston Globe.
- 1877
  - Американский изобретатель Эмиль Берлинер создал микрофон.
  - В Большом театре прошла премьера балета Петра Чайковского «Лебединое озеро».
  - Первый выпуск женщин-врачей в России (Санкт-Петербургские высшие женские медицинские курсы).
- 1880 — в американской газете «Нью-Йорк Дейли График» опубликована первая в мире репродукция фотографии.
- 1882 — первые британские электрические трамваи запущены в Лейтонстоуне[англ.], Восточный Лондон (Великобритания).

### XX век
- 1905 — Николай II поручил министру внутренних дел Александру Булыгину разработать проект закона о создании Государственной думы.
- 1913
  - Первая Балканская война: началась битва при Бизани.
  - Создано министерство труда США.
- 1918
  - В Атлантическом океане, в районе Бермудского треугольника, исчезло военно-морское судно «Циклоп». 306 человек пропали без вести.
  - Украинская Центральная рада приняла постановление о регистрации гражданства Украины.
- 1919
  - Началось Весеннее наступление Русской армии (1919) с целью захвата Москвы Белым движением и соединения армии Александра Васильевича Колчака с армией генерала А. И. Деникина под руководством адмирала А. В. Колчака.
  - Основан Коммунистический интернационал.
- 1921 — советская власть установлена в Абхазии, образована Абхазская ССР.
- 1933 — инаугурация Франклина Рузвельта.
- 1936 — свой первый полёт совершил дирижабль «Гинденбург».
- 1943
  - Вторая мировая война: завершилась битва в море Бисмарка.
  - Вторая мировая война: началось сражение в Фардикампос
- 1946 — 78-летний Карл Маннергейм покинул пост президента Финляндии по состоянию здоровья.
- 1951 — в Нью-Дели начались первые летние Азиатские игры.
- 1952 — свадьба Рональда Рейгана и Нэнси Дэвис.
- 1955 — небольшая японская фирма Sony приступила к выпуску карманных транзисторных радиоприёмников.
- 1962 — катастрофа DC-7 в Дуале, 111 погибших.
- 1965 — Указ Президиума ВС СССР «О наказании лиц, виновных в преступлениях против мира и человечности и военных преступлениях, независимо от времени совершения преступлений».
- 1966 — катастрофа DC-8 в Токио, погибли 64 человека.
- 1970 — в Средиземном море в результате внутреннего взрыва затонула французская дизельная подводная лодка «Эвридика»/«Эридис». Погибли все 57 членов экипажа.
- 1975 — Чарли Чаплин посвящён в рыцари.
- 1977
  - В Лос-Аламосе установлен суперкомпьютер Cray-1.
  - Карпатское землетрясение, число жертв в Румынии достигло 1578 человек.
- 1989 — создано украинское общество «Мемориал».
- 1990 — на 5-летний срок был избран Съезд народных депутатов РСФСР, высший законодательный орган РСФСР. Распущен указом президента Бориса Ельцина 21 сентября 1993, разогнан вооружённой силой 4 октября 1993.
- 1997 — с космодрома «Свободный» осуществлён первый запуск искусственного спутника Земли «Зея» ракетой-носителем «Старт-1».

### XXI век
- 2001 — взрыв в телецентре Би-би-си
- 2002 — состоялось учредительное собрание Национальной академии кинематографических искусств и наук, учреждена премия академии — «Золотой орёл».
- 2009 — открылся мемориальный музей Юрия Сенкевича.
- 2012
  - Взрывы в Браззавиле.
  - Выборы президента России: Владимир Путин избран президентом России на третий срок.
- 2013 — катастрофа Fokker 50 около Гомы, шесть погибших.
- 2018 — отравление Сергея и Юлии Скрипаль.

## Родились
См. также: Категория:Родившиеся 4 марта

### До XIX века
- 1188 — Бланка Кастильская (ум. 1252), принцесса Кастильская, жена Людовика VIII, королева Франции.
- 1394 — Генрих Мореплаватель (ум. 1460), сын короля Португалии Жуана I, организатор морских экспедиций.
- 1678 — Антонио Вивальди (ум. 1741), итальянский композитор, скрипач, дирижёр.
- 1756 — Генри Реберн (ум. 1823), шотландский художник романтического направления.
- 1769 — Мухаммед Али Египетский (Мухаммед Али-паша; ум. 1849), паша Египта (1805—1848).
- 1775 — Хосе Рондо (ум. 1844), аргентинский и уругвайский военный и политический деятель.

### XIX век
- 1818 — Василий Васильев (ум. 1900), русский учёный-синолог, буддолог, санскритолог.
- 1820 — Епископ Гермоген (в миру Константин Петрович Добронравин; ум. 1893), епископ Русской православной церкви, епископ Псковский и Порховский.
- 1829 — Сэмюэл Гардинер (ум. 1902), английский историк.
- 1832 — Иван Мельников (ум. 1906), русский оперный певец, солист и режиссёр Мариинского театра.
- 1854 — Мендель Жирмунский (ум. 1937), русский и советский врач-оториноларинголог, учёный-медик. Автор первого в России учебника по заболеваниям уха, горла и носа (1892).
- 1857 — Алексей Эверт (убит в 1918), русский генерал, главнокомандующий армиями Западного фронта.
- 1859 — Вильбрэн Гийом Сан (ум. 1915), гаитянский политический и государственный деятель, президент Гаити.
- 1865 — Эдуард Вильде (ум. 1933), эстонский писатель.
- 1870 — Евгений Патон (ум. 1953), советский учёный-механик, инженер, создатель Института электросварки, автор моста Патона в Киеве.
- 1873 — Сергей Флоринский (расстрелян в 1918), протоиерей Русской православной церкви, в 2002 году причисленный к лику святых.
- 1875 — Михай Каройи (ум. 1955), венгерский политик, президент Венгерской республики (ноябрь 1918 — март 1919).
- 1876 — Василий Крамер (ум. 1935), русский и советский учёный-медик, невропатолог; профессор (1920), заслуженный деятель науки РСФСР (1933); один из создателей советской нейрохирургической школы.
- 1877 — Александр Гедике (ум. 1957), русский советский композитор, органист, пианист, музыкальный педагог.
- 1879 — Бернхард Келлерман (ум. 1951), немецкий писатель и поэт.
- 1882 — Семён Семковский (настоящая фамилия Бронштейн;  ум. 1937), советский философ.
- 1891 — Виктор Туржанский (ум. 1976), кинорежиссёр, актёр, сценарист, художник кино и живописец. Работал в России, Великобритании, Германии, Испании, Италии, Франции и США.
- 1892 — Евгений Иванов-Барков (ум. 1965), советский кинорежиссёр и сценарист.
- 1898 — Ганс Кребс (ум. 1945), немецкий генерал, последний начальник штаба Верховного командования сухопутных войск вермахта во Второй мировой войне.

### XX век
- 1904
  - Джордж Гамов (или Георгий Антонович Гамов, ум. 1968), советский и американский физик, астрофизик, космолог, молекулярный биолог, популяризатор науки, автор концепции «горячей Вселенной».
  - Абрам Алиханов (или Алиханян; ум. 1970), советский физик, один из основоположников ядерной физики в СССР и создателей первой советской атомной бомбы, академик.
- 1908 — Александр Бубнов (ум. 1964), русский советский живописец.
- 1909 — Леонид Малюгин (ум. 1968), русский советский драматург, киносценарист, публицист, литературный критик.
- 1910 — Танкреду Невис (ум. 1985), адвокат, премьер-министр Бразилии, избранный президент Бразилии.
- 1915 — Ян Грубы (ум. 1942), чехословацкий военный, деятель Движения Сопротивления, участвовавший в операции «Биоскоп» и погибший в бою в православном соборе Святых Кирилла и Мефодия.
- 1916 — Ганс Юрген Айзенк (ум. 1997), немецко-британский учёный-психолог, автор теста интеллекта IQ.
- 1919
  - Ростислав Беляков (ум. 2014), советский и российский авиаконструктор, генеральный конструктор ОКБ имени А. И. Микояна, академик, дважды Герой Социалистического Труда.
  - Михаил Бурцев (ум. 1997), генерал-лейтенант авиации, семикратный кавалер ордена Красного Знамени.
- 1925 — Поль Мориа (ум. 2006), французский композитор, аранжировщик и дирижёр.
- 1928 — Алан Силлитоу (ум. 2010), английский поэт и прозаик.
- 1929 — Бернард Хайтинк (ум. 2021), нидерландский дирижёр.
- 1932
  - Мириам Макеба (ум. 2008), южноафриканская певица, лауреат премии «Грэмми».
  - Георгий Штиль, актёр театра и кино, народный артист России.
- 1934 — Глеб Якунин (ум. 2014), советский и российский религиозный, общественный и политический деятель, диссидент, член Московской Хельсинкской группы.
- 1935
  - Бент Ларсен (ум. 2010), датский шахматист, гроссмейстер, шахматный журналист.
  - Станислав Рассадин (ум. 2012), советский и российский писатель, литературный критик, литературовед.
- 1936 — Джим Кларк (погиб в 1968), шотландский автогонщик, двукратный чемпион «Формулы-1».
- 1937 — Юрий Сенкевич (ум. 2003), советский и российский телеведущий, путешественник, врач, литератор.
- 1938 — Альфа Конде, гвинейский политик, президент Гвинеи (2010—2021).
- 1939 — Лариса Лужина, актриса, народная артистка РСФСР.
- 1940 — Владимир Морозов (ум. 2023), советский спортсмен (гребля на байдарках), трёхкратный олимпийский чемпион.
- 1941 — Эдриан Лайн, англо-американский кинорежиссёр и продюсер.
- 1943 — Лучо Далла (ум. 2012), итальянский композитор, актёр и автор песен.
- 1946
  - Вадим Яковлев, актёр театра и кино, народный артист РСФСР.
  - Дада Маравилья, бразильский футболист, нападающий, чемпион мира (1970).
- 1947 — Ян Гарбарек, норвежский джазовый саксофонист и композитор.
- 1949
  - Владимир Ивасюк (убит в 1979), советский украинский поэт и композитор, Герой Украины (2009).
  - Сергей Багапш, советский партийный и абхазский государственный деятель, с 2005 по 2011 год — второй президент Республики Абхазия.
- 1951
  - Кенни Далглиш, шотландский футболист и тренер.
  - Крис Ри, английский блюзовый музыкант, певец, автор песен.
- 1952 — Умберто Тоцци, итальянский эстрадный певец и композитор.
- 1954
  - Михаил Гиголашвили, русский прозаик и публицист.
  - Борис Моисеев (ум. 2022), танцовщик, певец и актёр, заслуженный артист Российской Федерации.
  - Кэтрин О’Хара, канадская и американская актриса.
  - Владимир Шинкарёв, российский художник и писатель, один из основателей и идеолог митьковского движения.
- 1959 — Николай Рубанов, российский саксофонист, участник групп «АукцЫон», «Джунгли» и др.
- 1961 — Михаил Васильев (ум. 2025), советский гандболист, олимпийский чемпион (1988) и чемпион мира (1982). Заслуженный мастер спорта СССР (1982).
- 1963 — Джейсон Ньюстед, американский рок-музыкант, бас-гитарист группы «Metallica».
- 1965
  - Юрий Лончаков, российский лётчик-космонавт, Герой Российской Федерации.
  - Джон Мерфи, британский композитор, кинокомпозитор, музыкант.
  - Александр Шаганов, российский поэт-песенник, автор шлягеров.
- 1966 — Эмеше Хуньяди, австрийская конькобежка венгерского происхождения, олимпийская чемпионка (1994).
- 1967
  - Павел Кашин, российский певец, поэт, автор песен, музыкант, актёр.
  - Желька Цвиянович, политический и государственный деятель Боснии и Герцеговины. Сербский член Президиума Боснии и Герцеговины с 2022 года. В прошлом — президент Республики Сербской (2018—2022), премьер-министр Республики Сербской (2013—2018).
- 1972 — Алексей Севастьянов, российский актёр, предприниматель, политик.
- 1974 — Ариэль Ортега, аргентинский футболист.
- 1979
  - Вячеслав Малафеев, российский футболист, вратарь.
  - Владимир Маркин, российский художник и ювелир.
- 1980
  - Рохан Бопанна, индийский теннисист.
  - Мамади Думбуя, гвинейский политик, военачальник, полковник, организовавший государственный переворот в Гвинее. Временный президент Гвинеи.
  - Сергей Зиновьев, российский хоккеист, двукратный чемпион мира (2008 и 2009).
- 1982 — Лэндон Донован, американский футболист, лучший бомбардир в истории сборной США.
- 1988 — Лаура Зигемунд, немецкая теннисистка.
- 1990
  - Андреа Боуэн, американская актриса.
  - Дрэймонд Грин, американский баскетболист, 4-кратный чемпион НБА, двукратный олимпийский чемпион.
- 1995 — Валерий Ничушкин, российский хоккеист, обладатель Кубка Стэнли (2022).

## Скончались
См. также: Категория:Умершие 4 марта

### До XIX века
- 561 — Пелагий I, 60-й папа римский (556—561).
- 1193 — Салах ад-Дин (р. 1138), султан Египта, Сирии и др. (с 1174), военачальник, основатель династии Айюбидов.
- 1299 — убит Иоасаф Снетогорский, святой Русской православной церкви, основатель и первый игумен Снетогорского монастыря.
- 1484 — Казимир (р. 1458), литовский княжич и польский королевич, святой покровитель Литвы и Беларуси.
- 1615 — Ханс фон Аахен (р. 1552), немецкий живописец и график, представитель маньеризма.

### XIX век

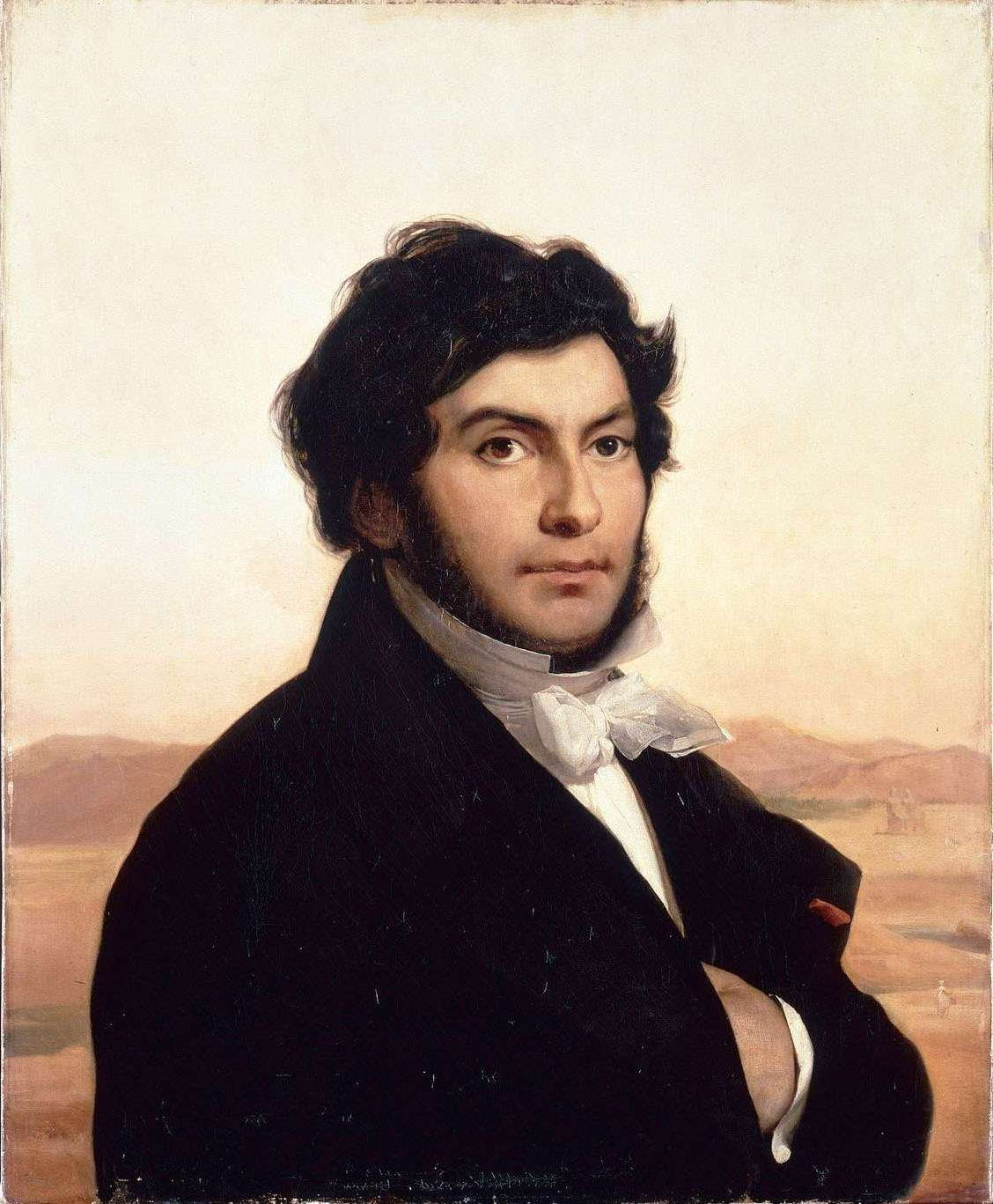
Шампольон

- 1805 — Даниил Самойлович (р. 1744), российский медик, основатель эпидемиологии в России.
- 1832 — Жан Франсуа Шампольон (р. 1790), французский археолог и языковед, основатель египтологии.
- 1852 — Николай Васильевич Гоголь (р. 1809), писатель, классик русской литературы.
- 1858 — Мэтью Перри (р. 1794), военно-морской деятель США, коммодор, в 1854 году силой заставивший японцев открыть свою страну.
- 1872 — Карстен Хаух (р. 1790), датский писатель, автор лирических стихов и исторических романов.
- 1873 — Зигфрид Бехер (р. 1806), австрийский статистик, политэконом и педагог.
- 1888 — Константин Гирс (р. 1829), контр-адмирал Российского императорского флота.

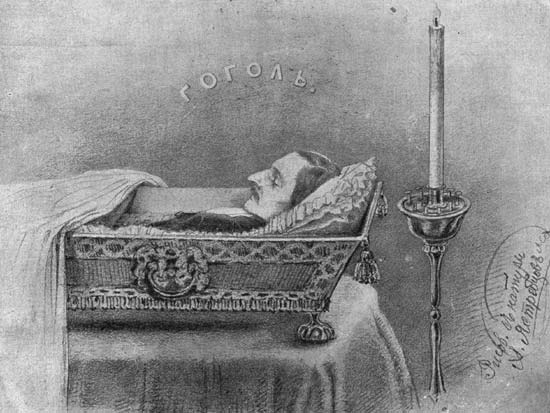
Гоголь в гробу

### XX век
- 1901 — Рафаэл Эристави (р. 1824), грузинский поэт, переводчик, этнограф и собиратель фольклора.
- 1916 — погиб Франц Марк (р. 1880), немецкий художник-экспрессионист.
- 1920 — Фёдор Крюков (р. 1870), русский писатель и политический деятель.
- 1923 — Александр Опекушин (р. 1838), русский скульптор, академик.
- 1925 — Мауриций Мошковский (р. 1854), польский пианист, композитор и педагог.
- 1942 — Эрих Голлербах (р. 1895), русский художественный и литературный критик, библиограф и библиофил.
- 1943 — Николай Авксентьев (р. 1878), русский политический деятель, один из лидеров партии эсеров.
- 1948 — Антонен Арто (р. 1896), французский драматург, сценарист, поэт, прозаик, театральный режиссёр и критик.
- 1955 — Дмитрий Абрамович (р. 1873), историк русской литературы, филолог-славист, палеограф, член-корреспондент АН СССР.
- 1959 — Максвелл Лонг (р. 1878), американский легкоатлет, олимпийский чемпион (1900).
- 1960 — Леонард Уоррен (наст. фамилия Уоренофф; р. 1911), американский оперный певец-баритон.
- 1969 — Николас Шенк (при рожд. Николай Михайлович Шейнкер; р. 1881), американский киномагнат.
- 1974
  - Тигран Мелкумян (р. 1902), учёный-теплофизик, разработчик первых советских дизельных и форсажных двигателей.
  - Михаил Тихонравов (р. 1900), советский инженер, конструктор космической и военной техники.
- 1975 — Шарль Спаак (р. 1903), бельгийский сценарист и кинорежиссёр.
- 1986 — Ричард Мануэл[англ.] (р. 1945), музыкант канадской группы The Band (клавишные, ударные и вокал).
- 1990
  - Константин Коккинаки (р. 1910), советский лётчик-испытатель, Герой Советского Союза.
  - Василий Маргелов (р. 1908), командующий ВДВ СССР (1954—1959, 1961—1979), генерал армии, Герой Советского Союза.
- 1991 — Сергей Баруздин (р. 1926), русский советский писатель и поэт.
- 1992 — Евгений Евстигнеев (р. 1926), актёр театра и кино, педагог, народный артист СССР.
- 1994 — Джон Кэнди (р. 1950), канадский комедийный киноактёр, сценарист, продюсер.
- 1999 — Грис Плиев (р. 1913), советский и осетинский поэт и прозаик, переводчик, театральный актёр.

### XXI век
- 2003
  - Федора Барбьери (р. 1920), итальянская оперная певица (драматическое меццо-сопрано).
  - Себастьян Жапризо (наст. имя Жан-Батист Росси; р. 1931), французский писатель, киносценарист и режиссёр.
- 2006 — Эдгар Вальтер (р. 1929), эстонский писатель, художник-иллюстратор, карикатурист.
- 2010
  - Владислав Ардзинба (р. 1945), советский и абхазский политик и государственный деятель, президент Абхазии (1994—2005), историк-востоковед.
  - Владимир Чеботарёв (р. 1921), советский и российский кинорежиссёр и сценарист.
- 2011 — Михаил Симонов (р. 1929), советский и российский авиаконструктор, генеральный конструктор ОКБ Сухого (с 1983).
- 2018 — Давиде Астори (р. 1987), итальянский футболист, защитник и капитан клуба «Фиорентина».
- 2019
  - Майя Туровская (р. 1924), советский и российский театровед, кинокритик, историк кино, сценарист, культуролог.
  - покончил с собой Кит Флинт (р. 1969), танцор и вокалист британской электронной группы The Prodigy.
- 2020 — Хавьер Перес де Куэльяр (р. 1920), перуанский политик и дипломат, Генеральный секретарь ООН (1982—1991).

## Народный календарь, приметы и фольклор Руси
Лев Катанский.
- На Льва Катанского нельзя глядеть на падающие звёзды.
- Если в этот день тает, то долго не растает.

Федот.
- Снежные заносы в этот день сулят поздние травы.
- Коли на Федота встретишь в лесу белого зайца, значит снег непременно выпадет ещё.
- Чайка пролетела — скоро ледоход[6].